# Офо
Офо (на английски: Ofo) е северноамериканско индианско племе, което е по-известно като Моспелеа. Първоначално племето живее в югозападната част на Охайо, но по-късно, по неизвестни причини или може би за да избягат от ирокезите се преместват на река Мисисипи, където се свързват с туника и билокси. Установено е, че езикът им е сиукски, тясно свързан с езиците на билокси и тутело.

## Име
Офо е тяхното собствено име. Името моспелеа не се знае какво означава и от къде идва. През 1641 г. в историческите документи се появяват като „оиспери“, а през 1673 г. се появяват под имената „монсопелеа“ и „монсопера“. Когато ги посещава Пиер Ле Мойн д’Ибервил през 1699 г., той записва имената им като „офогула“ и „оуиспе“. През годините белите ги наричат и с други имена като мансолеа, мансопела, масолеа, медчипория, монсополка, чонку, осипи и ушпи.

## История
На своята карта, Жан Батист Франкелин отбелязва моспелеа в югозападната част на Охайо, между реките Мъскингъм и Скиото. Франкелин отбелязва 8 техни села като унищожени. Според Рене Робер дьо Ла Сал, моспелеа са завладени от сенека. Напускайки Охайо племето изглежда се заселва в Къмбърланд, където се появяват на една карта под името „оиспери“ (преиначено от моспелеа). През 1673 г. вече селото им се намира на река Мисисипи, под устието на река Охайо. Вероятно, тези които успяват да оцелеят бягат до това място. По-късно се преместват при племето куапо, но преди 1686 г. част от тях отиват при таенза. През 1699 г. д′Ибервил посещава селото им на река Язу и записва името им като офогула и оуиспе. Когато съседите им, язу и короа се присъединяват към въстанието на натчезите, офо отказват да участват и отиват да живеят при туника, които са френски съюзници. Малко преди 1739 г. се заселват близо до френския пост на река Язу, където остават до 1758 г. През 1784 г. селото им е на западния бряг на Мисисипи, малко над Пойнт Купи. След това нищо не се чува за тях до 1908 г., когато се споменава, че няколко техни потомци живеят сред туника близо до Марксвил, Луизиана.